# Barrio Cívico de Santiago

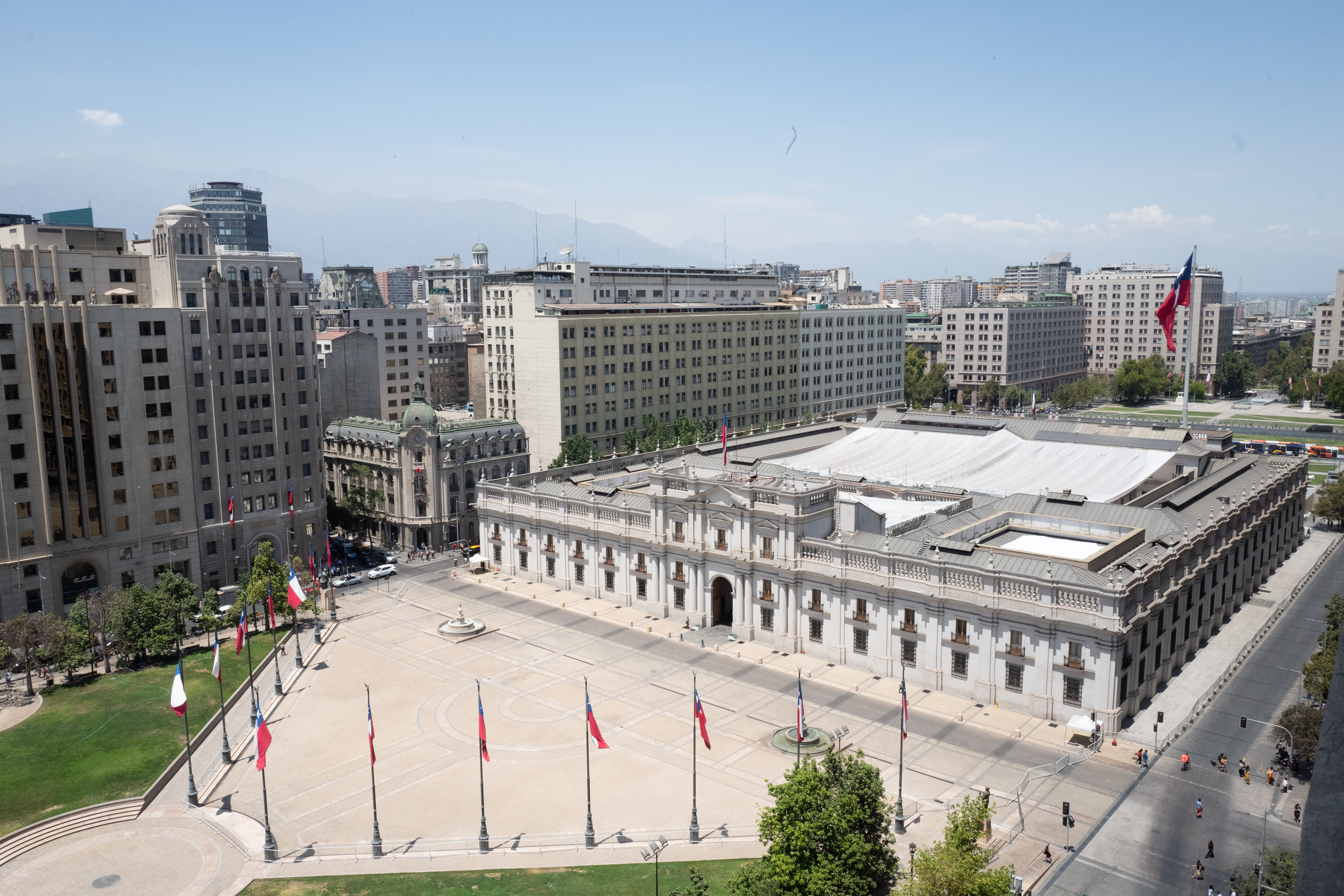
Vista de la Plaza de la Constitución desde el Edificio Carrera.

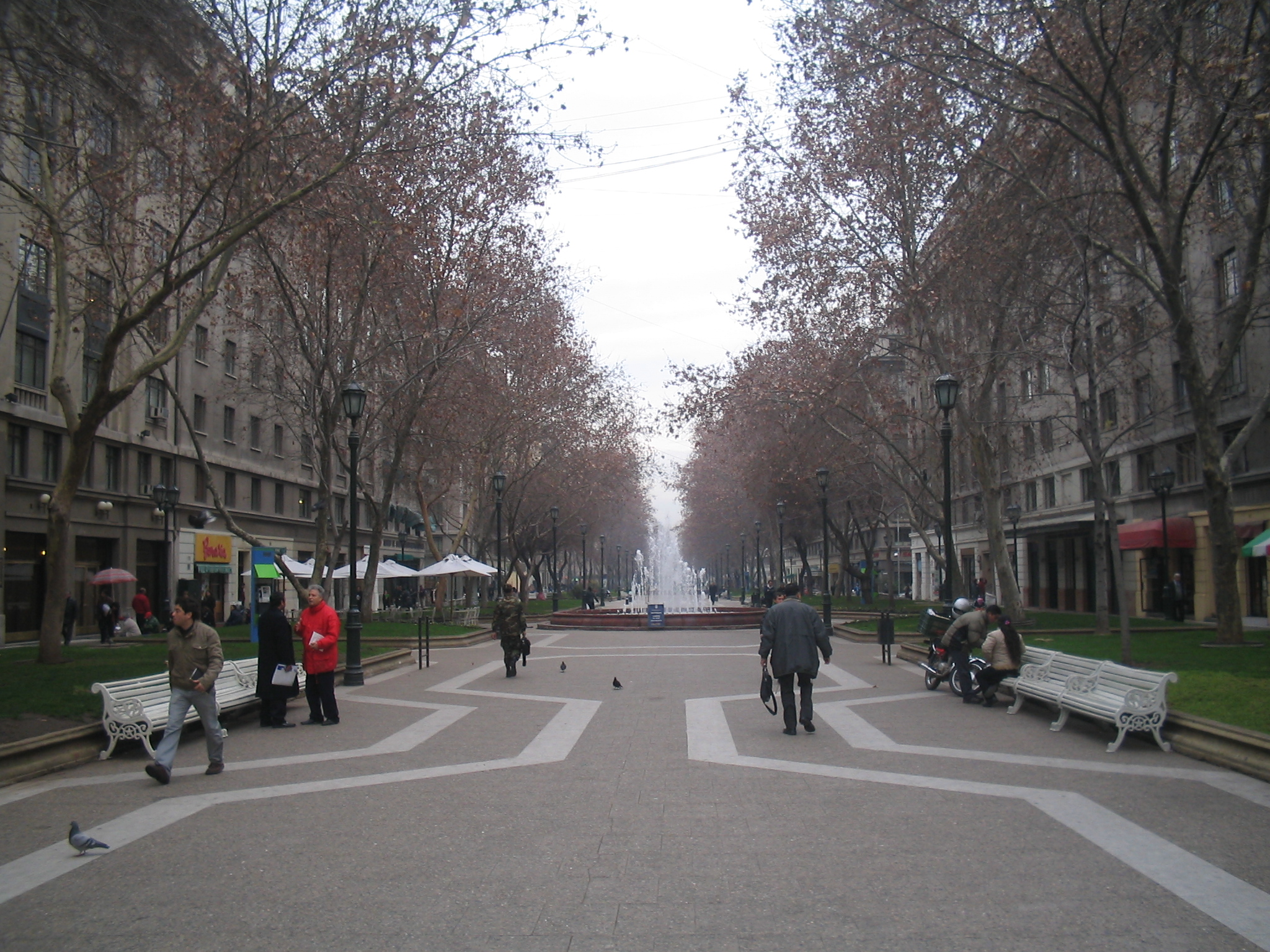
Vista del Paseo Bulnes.

El Barrio Cívico de Santiago comprende una zona de mediana extensión en el centro de esa ciudad, dentro de la comuna homónima. Se le denomina de esta manera debido a que los edificios que alberga son, en su gran mayoría, dependencias y edificios de gobierno, tanto ministerios y otros organismos públicos. Su principal hito y en torno al cual se construyó, es el Palacio de La Moneda. El eje principal comprende, de norte a sur, la Plaza de la Constitución desde calle Agustinas, La Moneda, la Plaza de la Ciudadanía, el Paseo Bulnes, terminando en el Parque Almagro. 
Fue creado durante el mandato presidencial de Arturo Alessandri.

## Historia
El proyecto instaurador del Barrio Cívico de Santiago fue ideado por el arquitecto austriaco Karl Brunner —tomando en cuenta propuestas anteriores de Carlos Carvajal M. (1909), Josué Smith Solar y José Tomás E. Smith Miller— y ajustado por Carlos Vera Mandujano. La aprobación oficial del Plan Seccional tuvo lugar el 28 de agosto de 1937.

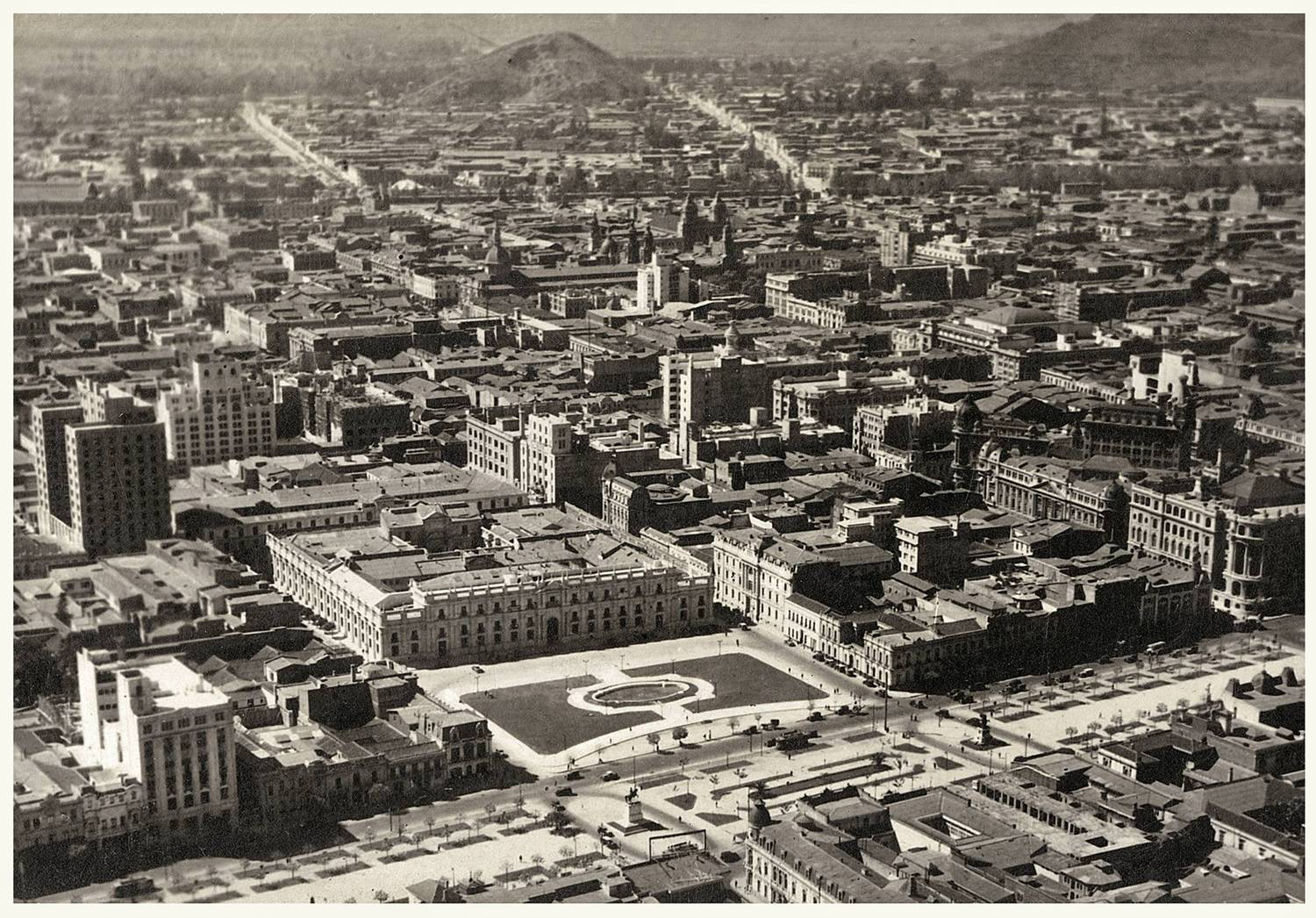
Vista aérea en los años 1930.

La actual Plaza de la Constitución ocupa sitios que eran, durante La Colonia, solares particulares. A principios del siglo XX surgió la idea en distintos gobiernos de destinar aquellos terrenos a un uso más adecuado. Es así que, a partir de 1915, el lugar donde está hoy la plaza, y que era ocupado en su mayor parte por el Ministerio de Guerra y Marina, que fue demolido, se transformó en un estacionamiento de automóviles. Sin embargo, en 1925, con el inicio de la construcción de los enormes edificios de los ministerios, su uso se destinó al de una plaza pública, función que mantiene hasta hoy.
El caso del Paseo Bulnes es distinto. Siempre fue una arteria vial de importancia que, hasta mediados del siglo XX, tenía numerosa actividad y comercio. Debido a disposiciones urbanísticas, la antigua Avenida Bulnes fue remodelada y transformada en el paseo que es hoy.

## Características
Es un barrio con atractivo turístico, ya que todas sus construcciones son de corte moderno y de altura homogénea (los edificios de los ministerios en promedio tienen 12 plantas) y muy estructurado. La mayoría de sus construcciones han sido destinadas a instituciones estatales y el comercio es escaso. En esta zona también están los Edificios Centrales de las Fuerzas Armadas de Chile y el de Carabineros de Chile.